# Colatina
Colatina es un municipio y la séptima ciudad más populosa del estado de Espírito Santo, Brasil. La misma se encuentra a 127 km al norte de la  capital Vitória y sobre la línea férrea que une Vitória con Minas Gerais. La ciudad se encuentra sobre las márgenes del río Doce, el cual posee un caudal máximo de 700m³/s. Posee una población de 120,677 habitantes (2013) y abarca 1,423 km².

## Historia

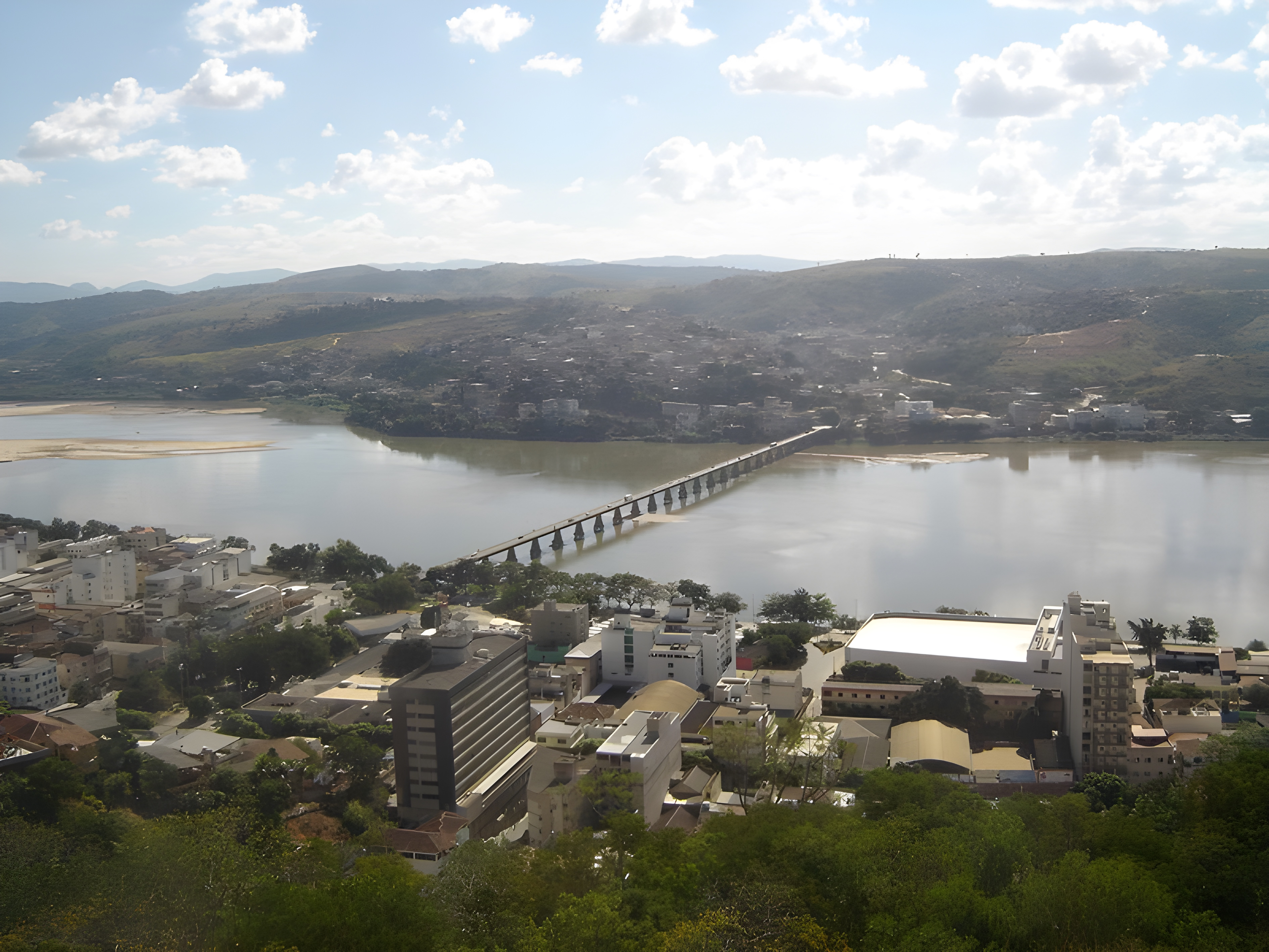
Puente sobre el río Doce.

La zona fue colonizada por primera vez en 1857, cuando un grupo de 46 personas se asentaron allí. Sin embargo esta colonia inicial fue atacada y masacrada por los indios. Al cabo de 3 años los colonos abandonaron el asentamiento, y no sería sino hasta 30 años después que otro grupo regresa para asentarse en la zona. Recién a partir de 1928, luego de que se construyera un puente sobre el río Doce, es que la región comenzó a experimentar un crecimiento estable y sostenido.